# Croton doctoris
Espèce
Classification APG II (2003)
Croton doctoris est une espèce de plantes à fleurs du genre Croton et de la famille des Euphorbiaceae, présente au centre ouest du Brésil.